# 엄승백
엄승백(1979년 6월 15일 ~ )은 대한민국의 희극 배우이다.

## 출연작

### 방송
- 웃찾사 (SBS)
- 개그1 (SBS)
- 개그스타 (KBS)
- 코미디빅리그 (tvN)
- 뮤직 코믹쇼 (MBC MUSIC)